# Ельдіган
Ельдіга́н (рос. Эльдиган) — селище у складі Комсомольського району Хабаровського краю, Росія. Знаходиться у міжселенній території.

## Населення
Населення — 9 осіб (2010; 13 у 2002).
Національний склад (станом на 2002 рік):
- росіяни — 92 %